# Edward Bede Clancy
Pour les articles homonymes, voir Clancy.
Edward Bede Clancy, né le 13 décembre 1923 à Lithgow en Australie et mort le 3 août 2014 à Sydney, est un  cardinal australien, archevêque émérite de Sydney depuis 2001.

## Biographie

### Prêtre
Après avoir suivi sa formation en vue de la prêtrise au séminaire de Springwood, Edward Bede Clancy a été ordonné prêtre le 23 juillet 1949 pour le diocèse de Sydney (Australie) par le cardinal Norman Gilroy.
De 1952 à 1955, il poursuit ses études à Rome, obtenant des diplômes en théologie à l'Université pontificale urbanienne et en Écriture sainte à l'Institut biblique pontifical. Il les complète en 1961, obtenant un doctorat en théologie.
De retour en Australie, il exerce son ministère en paroisse et enseigne l'Écriture sainte à Springfield, puis à Manly.

### Évêque
Nommé évêque auxiliaire de Sydney le 25 octobre 1973, il est consacré le 19 janvier 1974 par le cardinal James Darcy Freeman.
Le 24 novembre 1978, il est nommé archevêque de Canberra avant de revenir à Sydney comme archevêque titulaire le 12 février 1983. Il assume cette charge jusqu'au 26 mars 2001, date à laquelle il se retire pour raison d'âge, remplacé par le cardinal George Pell.
Il préside la Conférence des évêques catholiques australiens de 1986 à 2000.

### Cardinal
Il est créé cardinal par le pape Jean-Paul II lors du consistoire du 28 juin 1988 avec le titre de cardinal-prêtre de Santa Maria in Vallicella. Il perd sa qualité d'électeur en cas de conclave le jour de ses 80 ans le 13 décembre 2003, c'est pourquoi il ne participe pas aux conclaves de 2005 (élection de Benoît XVI) et de 2013 (élection de François).